# Rudgea umbrosa
Rudgea umbrosa är en måreväxtart som beskrevs av Johannes Müller Argoviensis. Rudgea umbrosa ingår i släktet Rudgea och familjen måreväxter. Inga underarter finns listade i Catalogue of Life.